# Kangding Qingge
Kangding Qingge (in cinese 康定情歌, letteralmente "Canzone d'amore di Kangding"), è un tradizionale canto popolare cinese di Kangding, nella provincia di Sichuan. La canzone è una delle più popolari nella cultura cinese.

## Storia

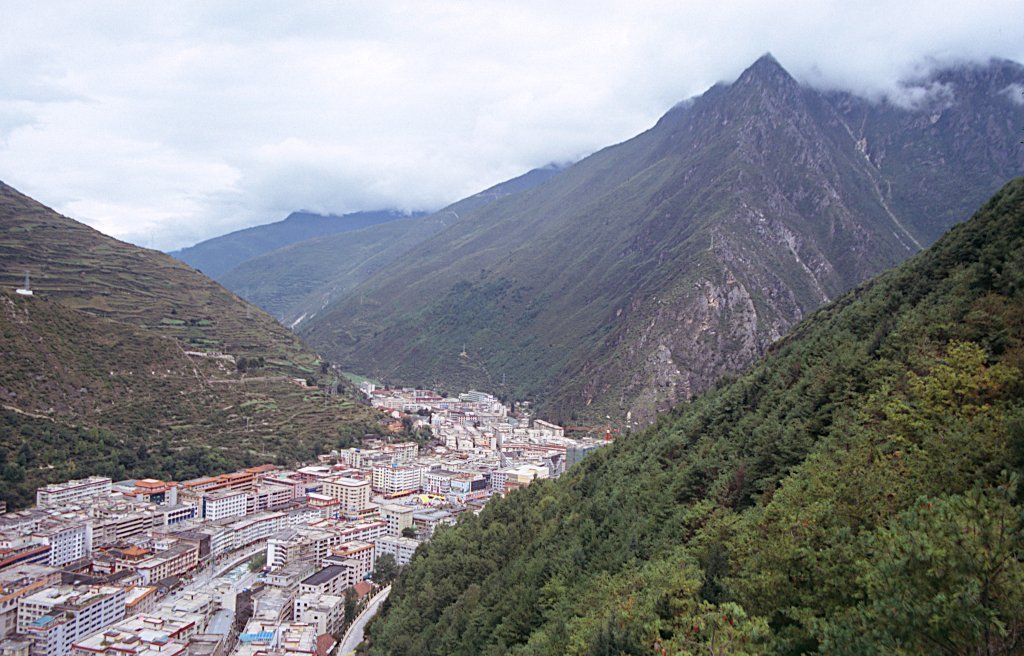
Kangding nel 2004

Nel 1946, mentre stava studiando canto nella Provincia di Xikang, il nativo di Quanzhou Wu Wen-ji imparò la canzone Paomao Liuliude Shanshang ("Nella montagna del cavallo che corre") tra le altre canzoni popolari locali. Mentre insegnava all'accademia militare del Kuomintang, Wu rielaborò e rinominò la canzone "Canzone d'amore di Kangding", dal nome della capitale della provincia di Xikang. Il brano si diffuse nel resto della Cina dopo essere stato interpretato dal celebre soprano Yu Yixuan.
La canzone è stata interpretata o ne è stata prodotta la cover da diversi artisti famosi nel mondo, inclusi Plácido Domingo, Timi Zhuo e A-mei.

## Testo
| Testo in cinese semplificato: | Testo in cinese tradizionale: | Testo in mandarino Pinyin: | Traduzione in italiano: |
| --- | --- | --- | --- |
| 跑马溜溜的山上，一朵溜溜的云哟。 端端溜溜的照在，康定溜溜的城哟。 月亮弯弯，康定溜溜的城哟！ 李家溜溜的大姐，人才溜溜的好哟。 张家溜溜的大哥，看上溜溜的她哟。 月亮弯弯，看上溜溜的她哟！ 一来溜溜的看上，人才溜溜的好哟。 二来溜溜的看上，会当溜溜的家哟。 月亮弯弯，会当溜溜的家哟！ 世间溜溜的女子，任我溜溜的爱哟。 世间溜溜的男子，任你溜溜的求哟。 月亮弯弯，任你溜溜的求哟！ | 跑馬溜溜的山上、一朵溜溜的雲喲。 端端溜溜的照在、康定溜溜的城喲。 月亮彎彎、康定溜溜的城喲！ 李家溜溜的大姐、人才溜溜的好喲。 張家溜溜的大哥、看上溜溜的她喲。 月亮彎彎、看上溜溜的她喲！ 一來溜溜的看上、人才溜溜的好喲。 二來溜溜的看上、會當溜溜的家喲。 月亮彎彎、會當溜溜的家喲！ 世間溜溜的女子、任我溜溜的愛喲。 世間溜溜的男子、任你溜溜的求喲。 月亮彎彎、任你溜溜的求喲！ | Pǎomǎ liūliūde shānshàng, yīduǒ liūliūde yún yō. Duānduān liūliūde zhàozài, Kāngdìng liūliūde chéng yō. Yuèliang wān wān, Kāngdìng liūliūde chéng yō! Lǐjiā liūliūde dàjiě, réncái liūliūde hǎo yō. Zhāngjiā liūliūde dàgē, kànshàng liūliūde tā yō. Yuèliang wān wān, kànshàng liūliūde tā yō! Yīlái liūliūde kànshàng, réncái liūliūde hǎo yō. Èrlái liūliūde kànshàng, huìdàng liūliūde jiā yō. Yuèliang wān wān, huìdàng liūliūde jiā yō! Shìjiān liūliūde nǚzǐ, rènwǒ liūliūde ài yō. Shìjiān liūliūde nánzǐ, rènnǐ liūliūde qiú yō. Yuèliang wān wān, rènnǐ liūliūde qiú yō! | In alto sopra il fianco della montagna, galleggia una nuvola così bianca. Lì giace il paese di Kangding, bagnato dalla luce della luna d'argento. La luce della luna splende brillante, sopra la città di Kangding. Adorabile fanciulla con un dolce sorriso, Li la figlia del taglialegna. Zhang il figlio più vecchio del fabbro, viene a corteggiarla nella luce della luna. La luce della luna scende brillante, un corteggiamento alla luce della luna. All'inizio, si è innamorato perché è piena di talento e di bell'aspetto. Poi, si è innamorato perché può prendersi cura della famiglia. La luna crescente, può prendersi cura della famiglia! Amabili fanciulle del mondo, non posso fare altro che amarvi. Gentiluomini del mondo, non possono fare altro che corteggiarvi. La luce della luna splende brillante, non possono fare altro che corteggiarvi. |

## Nella cultura di massa
- La canzone è stata inserita nella serie TV Daredevil nell'episodio 5 della prima stagione intitolato Mondo in fiamme.
- La canzone Runaway Train dalla colonna del videogioco del 2003 Command & Conquer: Generals è basata su questa canzone.
- Questa canzone ispira anche una traccia di Dynasty Warriors 4, un videogioco di Koei.
- La canzone Fuji I (Global Dub) dall'album Akron/Family II: The Cosmic Birth and Journey of Shinju TNT di Akron/Family presenta una versione modificata di questa canzone.